# Frits Lapidoth
Willem Frederik Lodewijk Lapidoth (Ursem, 15 september 1861 – Bad Nauheim, 29 oktober 1932), roepnaam Frits, was een Nederlandse schrijver, dichter, publicist en kunstcriticus.

## Familie
Lapidoth was de zoon van Jakobus Julianus Lapidoth (10 mei 1824 – 10 maart 1893) en diens tweede vrouw Jeanette "Johanna" van Baak (1832 - 24 september 1861). Zijn moeder overleed negen dagen na zijn geboorte. In 1894 trouwde hij met Hélène Swarth (Amsterdam, 25 oktober 1859 – Velp, 20 juni 1941). Het huwelijk, dat in 1910 strandde, bleef kinderloos. Hij hertrouwde met Anna Cornelia Wilhelmina van der Ven (20 juli 1866 – november 1953.) Ook dat huwelijk bleef kinderloos.

## Leven en werken
Lapidoths vader was predikant van de Nederlands Hervormde Kerk in Ursem van 1850 tot 1875. Op 15-jarige leeftijd vertrok Lapidoth samen met zijn vader en twee halfzussen naar Amsterdam. Hij bezocht er de Handelsschool en behaalde daarna het diploma van kandidaat-notaris. Tijdens zijn korte tijd op een notariskantoor begon hij bijdragen te schrijven voor het Amsterdamse dagblad Het nieuws van den dag. In 1883 vertrok hij om nooit opgehelderde redenen samen met zijn vader en beide halfzussen naar Parijs. Daar werd hij gepromoveerd tot correspondent van zijn krant. In zijn rubriek Parijsche Indrukken deed hij zijn lezers verslag van het culturele leven in de Franse hoofdstad. Hij raakte gefascineerd door het tijdens het fin de siècle in de mode zijnde occultisme en spiritisme, en werd een geregeld bezoeker van salons met spiritistische seances. Ook maakte hij kennis met de gezaghebbende toneelcriticus Francisque Sarcey.:53 In de periode 1889-1899 publiceerde Lapidoth een negental literaire werken in boekvorm, waarvan een aantal kan worden gerekend tot de fin de siècle-literatuur, want geïnspireerd door en handelend over modes tijdens de laatste twee decennia van de negentiende eeuw zoals occultisme en spiritisme, anarchisme en alles wat Russisch was. Na het overlijden van hun vader verhuisden Lapidoth en zijn halfzussen terug naar Nederland. In 1894 vestigde hij zich in Den Haag - Celebesstraat 78, een pension waar eerder Louis Couperus had gewoond - en werd hij aangesteld tot kunstredacteur van Het Vaderland.:59 Op 27 februari van dat jaar trouwde hij met de dichteres Hélène Swarth. Het huwelijk is beschreven door Jeroen Brouwers in zijn boek Hélène Swarth. Haar huwelijk met Frits Lapidoth, 1894-1910 (1986). Het sneuvelde door zijn ontrouw en werd op 30 juni 1910 ontbonden. Tot aan zijn dood zou hij nog voor vele andere dagbladen en tijdschriften schrijven. Ter gelegenheid van zijn 60ste verjaardag werd een huldigingscomité opgericht, met als leden onder andere twee ministers, de burgemeester van Den Haag, de schrijvers Louis Couperus en Ina Boudier-Bakker en de kunstschilder Jan Toorop.:175 Hij werd benoemd tot Officier in de Orde van Oranje-Nassau, en de Franse regering onderscheidde hem met het Ridderkruis van het Légion d'honneur. Op 29 oktober 1932 overleed hij in het Duitse kuuroord Bad Nauheim. Hij werd begraven te Den Haag, op de Algemene Begraafplaats Kerkhoflaan (grafnummer A5/NOKR/1/). In 1953 werd zijn tweede echtgenote bijgezet in het graf.
In de satirische sleutelroman Hofstad (1909) door Johan Broedelet wordt Lapidoth (alias "Wim Pilewiet") op de hak genomen, net als Louis Couperus (alias "Louis Poepjes"), Hendrik Willem Mesdag (alias "Leefdaag"), Hélène Swarth (alias "Thérèse Pilewiet") en Henri Borel (alias "George Kapel").
Lapidoth werd door zijn tijdgenoten gewaardeerd als een kunstcriticus die uitgebreide kennis bezat van de literatuur en het toneel. Als theatercriticus kon hij bogen op zijn in Parijs opgedane kennis.
Hoewel een tijdgenoot van hen, wordt Lapidoth niet tot de Tachtigers gerekend, daarvoor zijn zijn gedichten te ouderwets. Toen hij gestorven was oordeelde Henri Borel over hem: "Hij was gelijk oud-Hollandsch en modern-Frans.":55
Hij correspondeerde onder andere met Marcellus Emants en Jeanne Kloos-van Stuwe, en was bevriend met Allard Pierson.

### De publicist en kunstcriticus
In 1894, na zijn terugkomst in Nederland, werd hij aangesteld tot kunstredacteur van Het Vaderland, het Haagse dagblad waarin in 1888 Couperus’ debuutroman Eline Vere als feuilleton verschenen was. In 1894 werd hij redacteur van het blad Los en Vast, dat hij tot 1896 leidde. Van oorsprong had het blad een theologische gerichtheid maar daar was toen hij werd aangesteld niets meer van te bespeuren, het had zich ontwikkeld tot een literair tijdschrift. Om dat te onderstrepen kregen de uitgaven onder zijn redactie de ondertitel Nieuwe Serie mee. Van 1897 tot 1899 was hij ad interim hoofdredacteur van het tweemaal per maand verschijnende tijdschrift Het Tooneel, Orgaan van het Ned. Toneelverbond. Daarna was hij nog een jaar aan het tijdschrift verbonden als redacteur. In 1901 stopte hij met het leveren van bijdragen. Wel bleef hij betrokken bij het Tooneelverbond als secretaris, een functie die hij een aantal jaren bleef vervullen. In 1915 verscheen Het Tooneel, geïllustreerd maandschrift, met als redacteuren onder andere de dichter Koos Speenhoff, de schrijvers Marcellus Emants, Johan Fabricius en Henriëtte Roland Holst en de kleinkunstpioneer Jean-Louis Pisuisse. Het blad bevatte geen kritieken maar biografieën van acteurs, beschrijvingen van gezelschappen en portretten van acteurs in hun rol. Lapidoth werkte mee aan het tijdschrift van 1918 tot 1932, onder andere als hoofdredacteur. Zijn publicaties over toneel omvatten boek- en toneelrecensies, polemieken (onder andere over de wenselijkheid van gratis toegang tot voorstelling op vertoon van een perskaart) en beschouwingen (onder andere over volkstoneel en de Ballets Russes van Sergej Diaghilev.) Van 1898 tot 1904 schreef hij het redactioneel commentaar en verzorgde hij de boekenrubrieken van Elsevier’s Geïllustreerd Maandschrift. In 1900 verscheen De Week, een nieuwsweekblad op krantenformaat dat zich richtte op lezers die geen tijd hadden voor dagbladen. Lapidoth werd lid van de redactiecommissie en leverde een feuilleton aan, de volkstellingsnovelle Niet meegeteld. Vanaf de oprichting in 1900 van het Haagse ochtendblad De Nieuwe Courant tot zijn overlijden redigeerde hij de rubriek Kunst en Letteren.

### Letterkundige Werken
Zijn eerste literaire werk in boekvorm, de sonnettenbundel Marfa (1889), bestaat uit een cyclus van veertig sonnetten die het verhaal vertellen van de liefde, de ontgoocheling en de wraak door de Russische Marfa op haar ontrouwe echtgenoot Vorst Wronsky, en uit een twaalftal lyrische sonnetten, onder de titel Aan Marfa. De bundel viel vooral op door de manier waarop het aan het publiek werd aangeboden: een opdracht aan de met hem bevriende Anton Gerard van Hamel, de eerste hoogleraar Franse Taal- en Letterkunde aan de Groningse universiteit, gevolgd door een inleiding en aanbeveling van de sonnettenreeks door de hoogleraar waarin deze zich rechtstreeks tot de auteur richtte, en ten slotte een ballade, wederom aan de hoogleraar. De recensent van De Gids vond dat "des Guten und des Höflichen zu viel."
Zijn prozadebuut (in boekvorm) volgde in 1890, de novellebundel Moderne problemen. Moderne problemen waren onder andere morfinisme (Het klare gif, over recreatief druggebruik in mondaine Parijse kringen), hypnotisme (Verboden suggesties) en roemzucht van geleerden (Professor Beukhof). Daarnaast bevat de bundel een drietal novellen onder het kopje Typen (Een "Boulangist", De phonograaf Wybrand Longus en Een laatste liefdesdroom) en twee Eerste Parijsche Indrukken. Veel van de verhalen waren eerder in de tijdschriften  Nederland en De Gids gepubliceerd.
In 1891 verscheen zijn tweede novellenbundel, Portretten en landschappen, verhalen over het leven in Noord-Hollandse dorpen. Er wordt een somber beeld geschetst van dat leven. "Men stierf er jong, doorgaans aan longtering of – ook al een gevolg van de vochtigheid – aan misbruik van sterken drank." "Zooals Zwitserland het land is van de verticale lijn, is Noord-Holland het oord van de horizontale." "(…) dat vlakke, drassige, nevelachtige land, waarop de wolken drukken als wollen dekens op een zieken boer." "Wat de Noord-Hollandsche gastvrijheid is, melden damhekken en bordjes: "Wacht u voor den hond"; "Hier liggen voetangels en klemmen" en er is nooit eene schel aan 't hek en immer een werfhond in de nabijheid." Mogelijk heeft Lapidoth in dit verhaal een tipje van de over het vertrek van het domineesgezin Lapidoth uit Ursem naar Amsterdam hangende sluier opgetild. Want in het slotverhaal In de wei is er sprake van een dominee die "(…) pas hertrouwd, het herdersambt (wilde) nederleggen en met vrouw en kinderen, om de opvoeding der laatsten, naar de hoofdstad verhuizen."

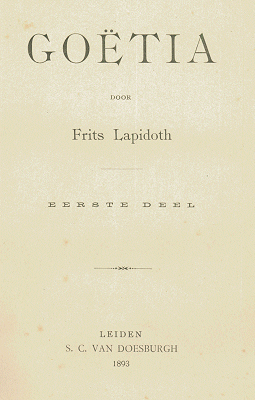
Goëtia eerste deel

Zijn roman Goëtia, algemeen beschouwd als zijn hoofdwerk, verscheen in 1893. De roman heeft als thema occultisme, satanisme, anarchisme en esoterie, zaken waar de laatnegentiende-eeuwse mondaine Parijse kringen mee dweepten. Het is het verhaal van de rijke Russische weduwe Olga, een bedriegster die als Goëtia, priesteres van de zwarte kunsten, als wraakoefening voor haar armoedige jeugd en de dood van haar vader, de bezittende klasse ("haar slachtoffers") telkens in de maling neemt. De roman is sterk beïnvloed door Joris-Karl Huysmans’ Là-bas, en een aantal passages zou er zelfs letterlijk aan zijn ontleend. De roman werd in het Duits vertaald door de vaste vertaalster van Couperus, Else Otten. De vertaling werd goed ontvangen, en beleefde zelfs een tweede druk. Van het Nederlandse origineel verscheen pas in 2020 een tweede druk.
De bundel Fransche teekenaars uit 1894 is een verzameling eerder in de De Nederlandsche Spectator verschenen, geïllustreerde opstellen over de voornaamste moderne Franse illustratoren, cartoonisten en tekenaars van dat moment, waaronder Toulouse-Lautrec, de satirische en politieke tekenaar Caran d’Ache en de karikaturist Jean-Louis Forain.
In 1895 verscheen de novellenbundel Ironisch en tragisch, door het verhaal Zielemoord verwant met Marcellus Emants’ Een nagelaten bekentenis. De openingszin is misschien wel Lapidoths mooiste: "Indien moderne stedelingen de hel hadden uitgevonden, zouden zij haar nooit beneden den beganen grond hebben geplaatst, maar ettelijke meters daarboven: op de zesde verdieping van een Parijsch huis, bijvoorbeeld, onder een zinken dak, desnoods achter een balconnetje, waarvan de gegoten ijzeren leuning u, des zomers, in de handen brandt van de hitte en, des winters, u hetzelfde gevoel bezorgt door hare koude."
De roman Vrij? uit 1897 heeft als onderwerp ongehuwd samenwonen. De wens naar de vrijheid in deze verbintenis wordt niet in de man maar in de vrouw, een idealiste, belichaamt. De man is dat minder, en naarmate hij burgerlijker wordt en zij dat beter beseft, verdwijnt haar liefde. Maar juist wanneer zij, die volkomen eerlijk is tegenover zichzelf en dat ook tegenover haar man wil zijn, en daarom aan de verbintenis een eind wil maken, blijkt ze zwanger. Uit angst voor wat er van het kind zal worden als ze het bij de man achterlaat, besluit ze te blijven. "De Vreugde vermeed dat sombere huis op de Prinsengracht en nog een half menschenleven van enkel droefenis leefden Vucht en Anna, in 't graf hunner liefde."
In 1897 verscheen Eva, een lang episch gedicht in vier zangen en grotendeels geschreven in rijmloze verzen, waarin het verhaal van Adam en Eva en Kaïn en Abel wordt verteld. Het slot wijkt af van de Bijbelse versie. Als Kaïn Abel heeft gedood gaat Eva wanhopig op zoek naar haar geliefde zoon, door wiens geloof in Jehovah zij Eden had hervonden. Als Abel tot as is verteerd, sterft ook Eva "en haar vrije ziel zweefde óp naar die van Abel, ’t waereldleed ontvloden."
Zijn laatste literaire bundeltje verscheen in 1899, Van gene zijde. Dit bundeltje is tegenwoordig zo goed als onvindbaar. De titeltekst is een dialoog over theosofie. Daarnaast zijn er in opgenomen drie fragmenten van een toneelstuk over een vrouw die haar gestorven geliefde wil terughalen uit het dodenrijk en daartoe onder andere een spiritistische seance bezoekt, een gedicht en een novelle.:89-90
In 1916 verscheen nog Ter wijding van het huis, gedichten door Lapidoth voorgedragen ter gelegenheid van de opening van de nieuwe zalen van de kunsthandel Kunstzaal Kleykamp in Den Haag. In 1924 verzorgde hij het voorwoord in De ziel van Parijs van de journalist en Parijse restaurateur Leo Faust. "Het Parijs, dat gij voor uw landgenooten doet leven, is niet de stad, die ik heb gekend," oordeelde hij, "(…) Het echt Parijsche wordt door het cosmopolitische element verdrongen."
Met uitzondering van Van gene zijde zijn van alle bovengenoemde werken op internet versies beschikbaar, zie de Bibliografie.